# Хуліо Сесар Турбай
Хуліо Сесар Турбай Аяла (ісп. Julio César Turbay Ayala; 18 червня 1916 — 13 вересня 2005) — колумбійський правник, дипломат і політик, двадцять п'ятий президент Колумбії.

## Біографія
Народився 1916 року в Боготі, в родині іммігранта з Лівану та колумбійської селянки. Навчався в Національній торговій школі та коледжі при університеті Ботеро, вищої освіти не мав, хоча згодом отримав почесний докторський ступінь з права та соціальних наук.
1937 року став мером міста Хірардот у департаменті Кундінамарка, від 1938 до 1942 року був депутатом парламенту Кундінамарки. За правління військової хунти в 1957—1958 роках очолював міністерство гірничої промисловості й енергетики, в 1958—1961 — міністерство закордонних справ. В 1962—1969 роках був членом Сенату, головою Сенату й Національного конгресу, виконував обов'язки президента країни за його відсутності. Від 1967 року також обіймав посаду посла Колумбії в ООН, в 1973—1975 — у Великій Британії, в 1975—1976 — у США.
Переміг на виборах 1978 року, обіцяючи продовження політики «ясного мандату» свого попередника, президента Альфонсо Лопеса Мікельсена. За його врядування всією країною активізували свою терористичну діяльність партизанські угруповання, а також створені для боротьби з ними напіввійськові праві організації — «ескадрони смерті», пов'язані з кримінальними структурами. 1978 року через активність ліворадикальних угруповань було ухвалено закон, що розширив права військовиків у боротьбі з ними. Закон дозволив армії утримувати людей (до визнання ними провини) в ув'язненні й піддавати їх тортурам, що викликало критику з боку опозиції та правозахисників. 1980 року «Рух 19 квітня» захопив посольство Домініканської Республіки й послів 16 держав, включаючи США, Мексику, Перу, Венесуелу, Коста-Рику, Ізраїль и Ватикан. Їх утримували впродовж 61 дня. Турбай Аяла жорстко наполягав на мирному врегулюванні проблеми та, зрештою, досягнув компромісу: партизани отримали невеликий викуп і вилетіли на Кубу.
Темпи економічного зростання Колумбії залишались високими, попри досить високий рівень інфляції та світовий економічний спад, що розпочався 1981 року та через який постраждали багато країн Латинської Америки. Було збільшено обсяги видобутку корисних копалин, почалось будівництво нових електростанцій. Окрім того було проведено низку економічних та соціальних реформ, 1982 року було створено департамент Какета. 1981 року Турбай розірвав дипломатичні відносини з Кубою.
Після виходу у відставку від 1987 до 1989 року був послом Колумбії в Ватикані, в 1991—1993 — в Італії. На початку 2000-их активно підтримував Альваро Урібе.
В січні 1991 року його дочку, журналістку Діану Турбай Кінтеро, було взято в заручники бойовиками Медельїнського картелю. Вона загинула під час невдалої спроби її звільнення спеціальними підрозділами поліції, на що її родина згоди не надавала. Ту історію відобразив Габрієль Гарсія Маркес у повісті «Повідомлення про викрадення» (1996).
Помер 2005 року в Боготі.